# 在太行山上
《在太行山上》是中國著名抗日歌曲，桂涛声作词，冼星海作曲。创作于1938年。

## 创作背景
1937年，“七七事变”爆发后，日本发动了全面侵华战争。桂涛声在随游击队转战陵川的过程中，创作了歌词《在太行山上》。
1938年5月，桂涛声离开太行山，6月返回武汉，即带着歌词去见当时在国民政府军事委员会政治部第三厅主持抗战音乐工作的冼星海。
冼星海将歌词《在太行山上》谱写成一首兼有抒情性和进行曲风格的二部合唱曲。

## 词曲版权
词作者桂涛声于1982年在上海病逝。
曲作者冼星海于1945年10月30日病逝于克里姆林宫医院。

## 使用
- 1938年7月，该曲在周恩来和郭沫若组织的武汉纪念抗战一周年群众歌咏大会上首次公开演唱，由张曙、林路、赵启海等在大会上唱出。[2]
- 2005年电影《太行山上》插曲
- 2014年起，中国人民抗日战争纪念馆敬献花篮仪式的献花曲与之前和其他纪念设施的献花曲有所区别，由军乐团重新创作的《献花曲》，采用了冼星海谱曲的《在太行山上》，进行延伸、发展，既表现了深情而绵长的缅怀，又展现了全国人民踏着先烈足迹继往开来的决心和信念[3]。